# فرانسز (واشینگتن)
فرانسز (به انگلیسی: Frances) یک منطقهٔ مسکونی در ایالات متحده آمریکا است که در شهرستان پاسیفیک، واشینگتن واقع شده‌است.